# Hangzhou (stacja kolejowa)
Hangzhou – stacja kolejowa w Hangzhou, w prowincji Zhejiang, w Chinach. Na stacji są 4 perony.